# Miss Mato Grosso 2023
O Miss Mato Grosso 2023 foi a 63.ª edição do tradicional concurso de beleza feminina de Miss Mato Grosso, válido para o certame nacional de Miss Brasil 2023, único caminho para o Miss Universo.

## O evento
O concurso neste ano contou com a participação de 33 candidatas em busca do título que pertencia à modelo tangaraense Eduarda Zanella.
Para esta edição, houve atualizações no regulamento, que passou a permitir a participação de mulheres casadas, com filhos, e, desde 2018, aceita que mulheres trans também participem.
O evento contou com a presença de Mia Mamede, a Miss Brasil 2022.
O Top 5 foi formado pelas Misses Raissa Carvalho de Várzea Grande, Jully da Mata de Coxipó, Victoria Beckman de Cuiabá, Débora Luperini de Mirassol D’Oeste, e Bárbara Reis, Miss Norte Mato-grossense. Ao final, a vencedora foi Bárbara Reis que representou o estado no Miss Brasil 2023, onde foi vice-campeã.
Nesta edição, Muryllo Lorensoni estreou como coordenador do concurso junto a Nadeska Calmon na direção executiva.